# Slam!TV
SLAM!TV is een Nederlandse digitale televisiezender, die ontstaan is uit het radiostation SLAM!. De televisiezender, die op 1 februari 2007 begon met uitzenden, is eigendom van de Mediahuis waar ook 100% NL TV onder valt. De zender wordt door de meeste providers van digitale televisie doorgegeven.
De zender richt zich vooral op jongeren en zendt voornamelijk videoclips uit.
Maandag t/m donderdag van 19:00 tot 22:00 uur is Het Middagcircus live te volgen op de zender.
Vrijdag, zaterdag en zondag van 20:00 tot 00:00 komen de beste dj-sets uit de SLAM! Mix Marathon voorbij.

## Beeldmerk

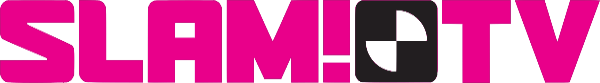
Van 1 februari 2007 tot en met 30 augustus 2015
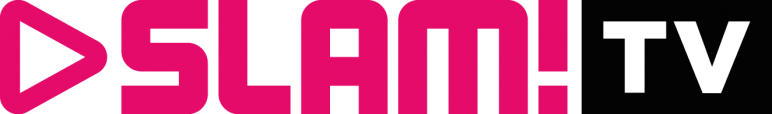
Sinds 31 augustus 2015